# Sbouya (commune)
Pour les articles homonymes, voir Sbouya.
 (décembre 2015).
Sbouya est une commune rurale de la province de Sidi Ifni, dans la région de Guelmim-Oued Noun, au Maroc.
La tribu des Sbouya est située au sein de la commune de Sbouya ainsi que dans ses alentours.
Après avoir fait partie de la province de Tiznit, Sbouya a été intégré à la province de Sidi Ifni en 2009, lorsque celle-ci a été créée.
Elle est située au sein du caïdat de Mesti, lui-même situé au sein du cercle d'Ifni.
La commune rurale de Sbouya a connu, de 1994 à 2004 (années des derniers recensements), une baisse de population, passant de 7 551 à 5 028 habitants.
D'après le livre Volar de Noche de l'espagnol Francisco de Zarate, la région de Sbouya serait peuplée en 2005 de 6 000 habitants.